# Katedra Wniebowzięcia Najświętszej Maryi Panny w Gorzowie Wielkopolskim
Katedra pw. Wniebowzięcia Najświętszej Maryi Panny w Gorzowie Wielkopolskim – najstarsza świątynia w mieście, wzniesiona jako miejski kościół parafialny pod koniec XIII w. na planie pseudobazylikowego korpusu trzynawowego z wieżą przy elewacji zachodniej oraz zakrystią w kształcie prostokąta przy elewacji północnej.

## Historia
Pierwotnie kościół był pod wezwaniem Maryi Panny i Jedenastu Tysięcy Świętych Dziewic. Początkowo patronat nad kościołem sprawowało miasto, od 1299 kapituła kolegiaty w Myśliborzu, a następnie zakon krzyżacki oraz elektorzy brandenburscy. Od 1537 do 1945 roku świątynia była kościołem ewangelickim.
Zgodnie z założeniami tradycji chrześcijańskiej prezbiterium jest zwrócone ku wschodowi, skąd w dniu Sądu ostatecznego przybędzie Chrystus, główne wejście natomiast znajduje się zawsze od zachodu, naprzeciw ołtarza głównego.
Pierwotny kształt korpusu kościoła z końca XIII wieku zmienił się w nieznaczny sposób. W 1489 roku dobudowano prezbiterium, a w 1621 roku nadbudowano wieżę i otrzymała hełm w stylu barokowym. Bardziej znaczące zmiany w strukturze świątyni miały miejsce w jej wnętrzu. Pierwotnie liczba ołtarzy w świątyni wynosiła siedemnaście. Postulaty zwolenników reformacji doprowadziły do likwidacji szesnastu z nich. Z czasów średniowiecznych pozostały zaledwie nieliczne rzeźby. Ponieważ od końca XVI w. kościół był świątynią luterańską, jej wnętrze uległo znacznej transformacji. W latach 1953–1956 ponownie dostosowano go do potrzeb liturgii katolickiej.
Kościół ustanowiono katedrą 12 grudnia 1945 i zaczął pełnić rolę martyrium. Znajdują się tam groby m.in. biskupów Wilhelma Pluty i Teodora Benscha.
W roku 1982 katedra stanowiła centrum wydarzeń Gorzowskiego Sierpnia.
W 1997 wizytę w katedrze złożył Jan Paweł II. Modlił się wówczas przy grobie bpa Wilhelma Pluty.
1 lipca 2017 w wieży katedralnej wybuchł pożar. Tymczasowo ściągnięto iglicę i hełm. W wyniku pożaru na czas remontu świątynia została zamknięta dla wiernych. 1 lutego 2021 bp Tadeusz Lityński przewodniczył w budynku katedry gorzowskiej pierwszej mszy świętej po pożarze.

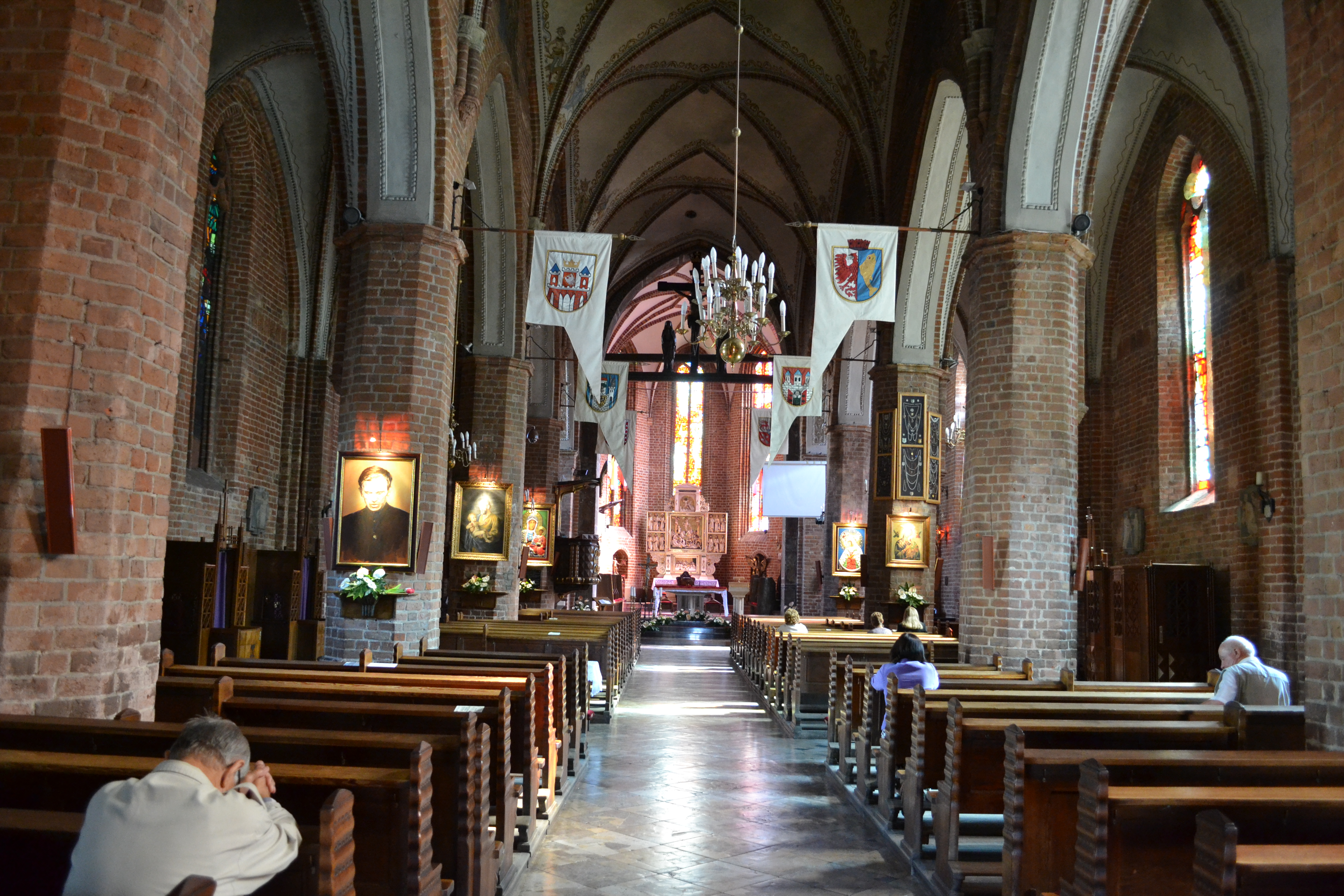
Wnętrze świątyni

## Wyposażenie
Najcenniejszym elementem wyposażenia katedry jest renesansowo-manierystyczny ołtarz główny w formie tryptyku (pierwotnie poliptyku) z ok. 1600 r. W predelli ołtarza przedstawiona została scena „ostatniej wieczerzy”, powyżej scena Ukrzyżowania, a w zwieńczeniu rzadko spotykana scena z Jonaszem w paszczy wieloryba. Skrzydła boczne zawierają figury dwunastu apostołów, pochodzące we wcześniejszego ołtarza.
Najstarszym piętnastowiecznym elementem wyposażenia świątyni jest późnogotycka Grupa Ukrzyżowania, usytuowana na belce tęczowej.
W katedrze znajduje się obraz Wniebowzięcie Matki Boskiej z kościoła Wniebowzięcia Najświętszej Marii Panny w Buczaczu.
Na zewnętrznych murach kościoła (od strony południowej) zachowały się wgłębienia po użyciu świdra ogniowego, którym krzesano ogień podczas uroczystości kościelnych.
W drzwiach zachodniego portalu dostrzec można liczne gwoździe (ćwieki) wbite w nie przez uczestników zbiórki na rzecz wdów i sierot po poległych w czasie I wojny światowej (przeprowadzono ją w 1917 r.).
Na wieży wiszą cztery dzwony: Modlitewny 4000 kg, Wiara 1300 kg, Nadzieja 1200 kg i Miłość 1100 kg. Ważą razem ok. 7500 kg. Odlane zostały w 1921 roku w firmie ludwisarskiej Heinricha Ulricha i Friedricha Weulego w Apoldzie.
Do 2017 roku wisiał także dzwon o imieniu Ave Maria, który waży 135 kg i powstał w 1498 roku. Obecnie jest eksponatem w muzeum gorzowskim. Dzwon został w 1708 roku uderzony przez piorun i uszkodzony na długości kilkudziesięciu centymetrów. Na dodatek stracił kabłąk, od tej pory dzwon jest niemy.
Katedra gorzowska posiada największe organy na ziemi gorzowskiej. Składają się z 2,3 tys. piszczałek.

## Galeria

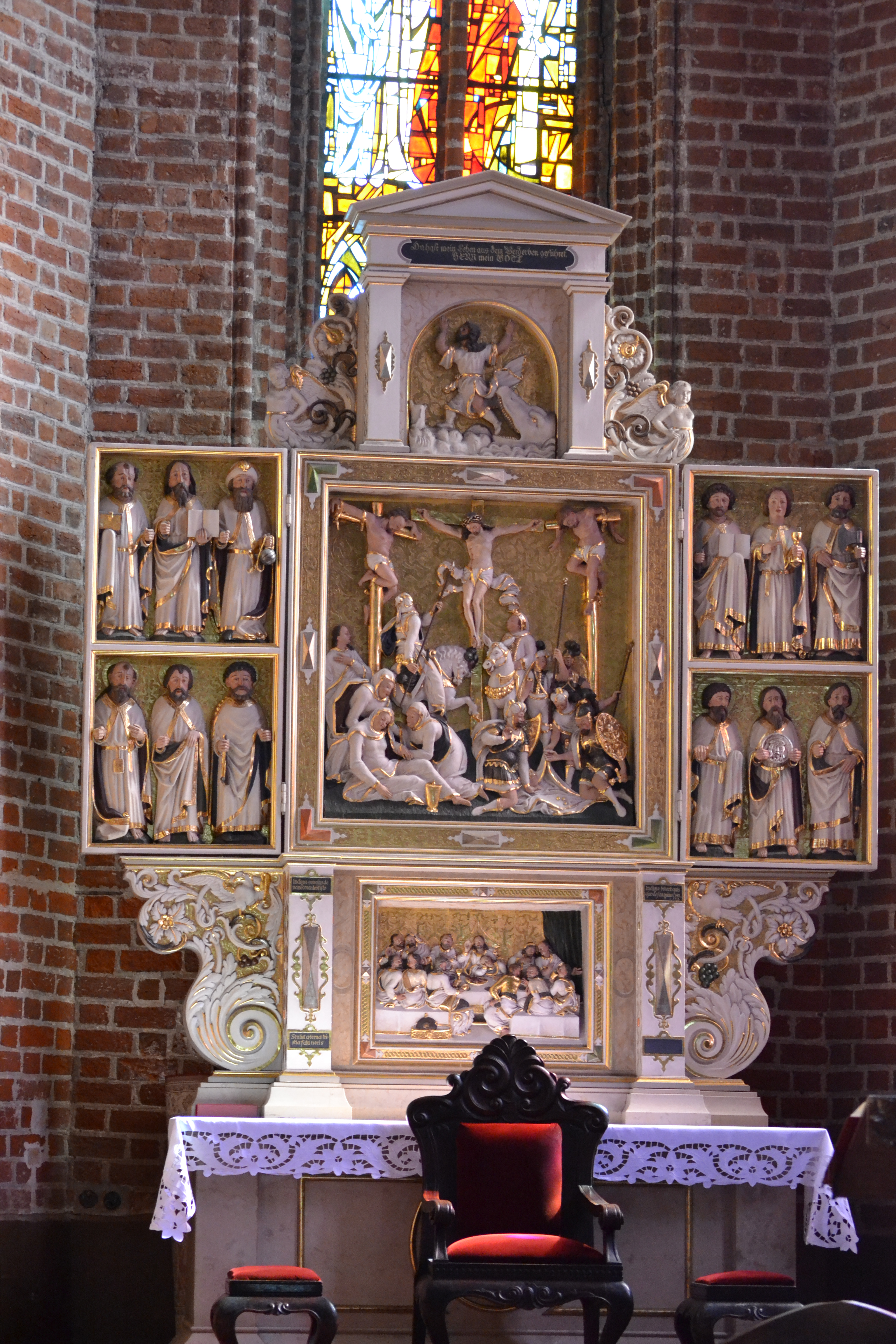
Ołtarz główny
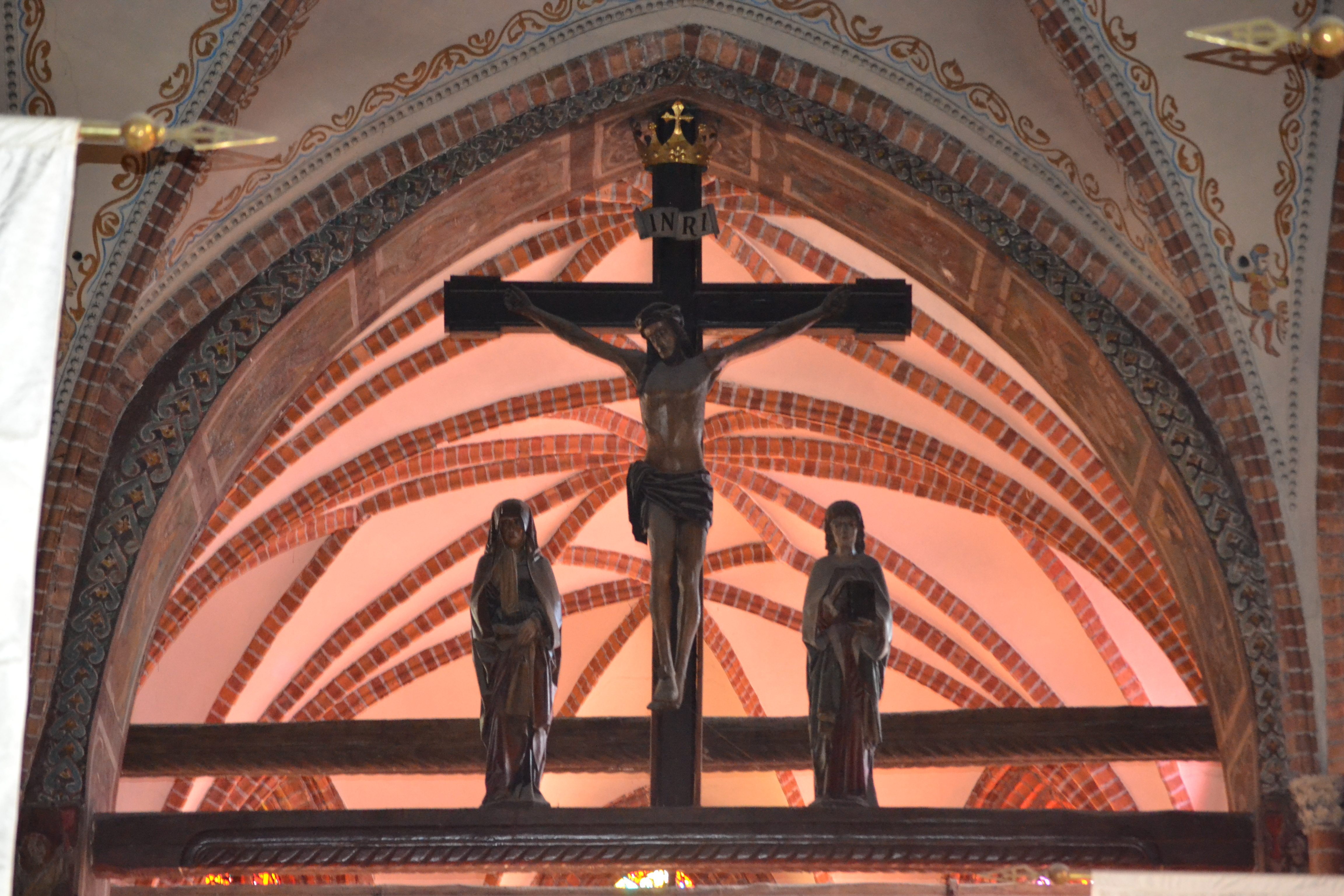
Grupa Ukrzyżowania
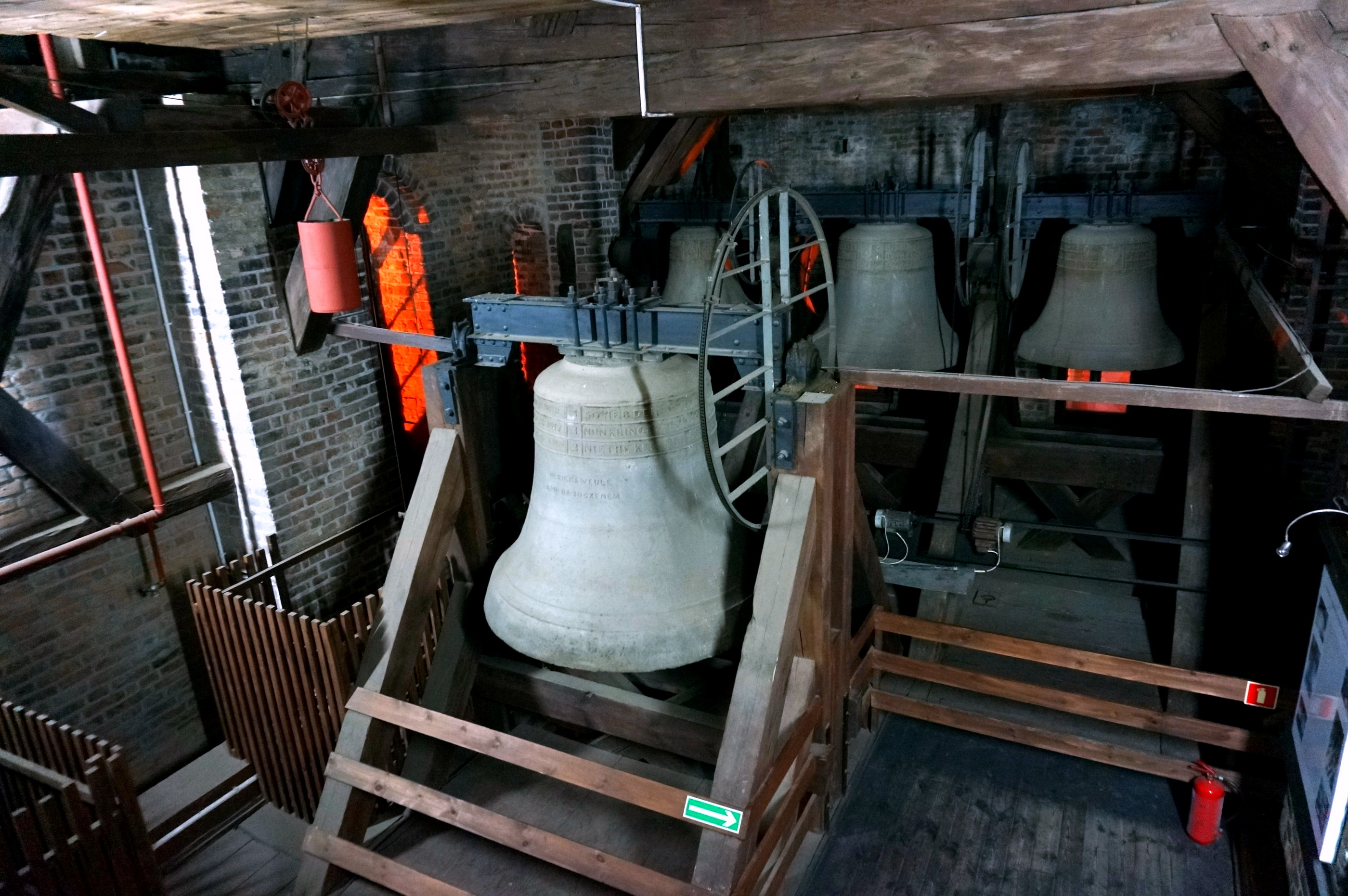
Dzwony
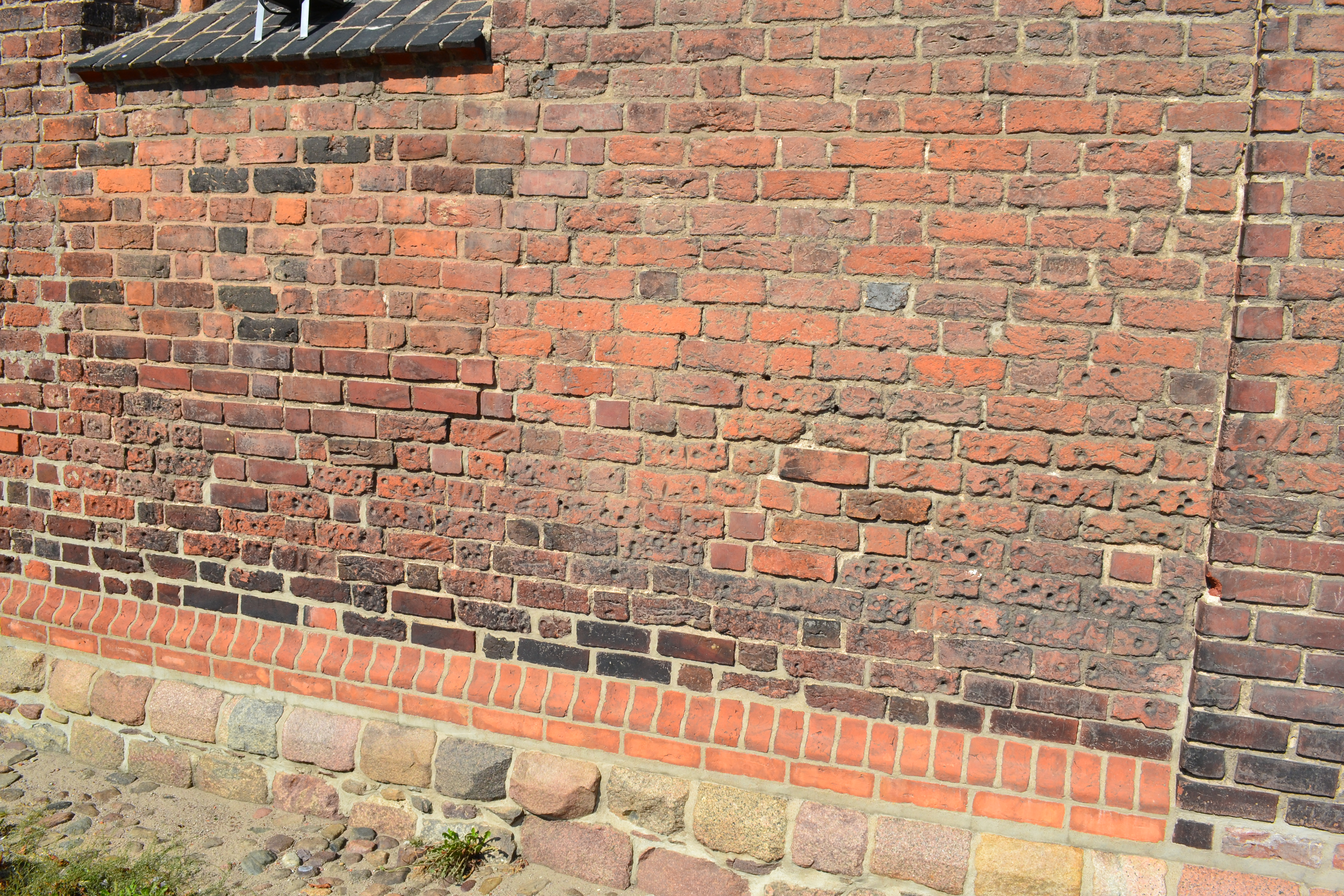
Ślady świdra ogniowego
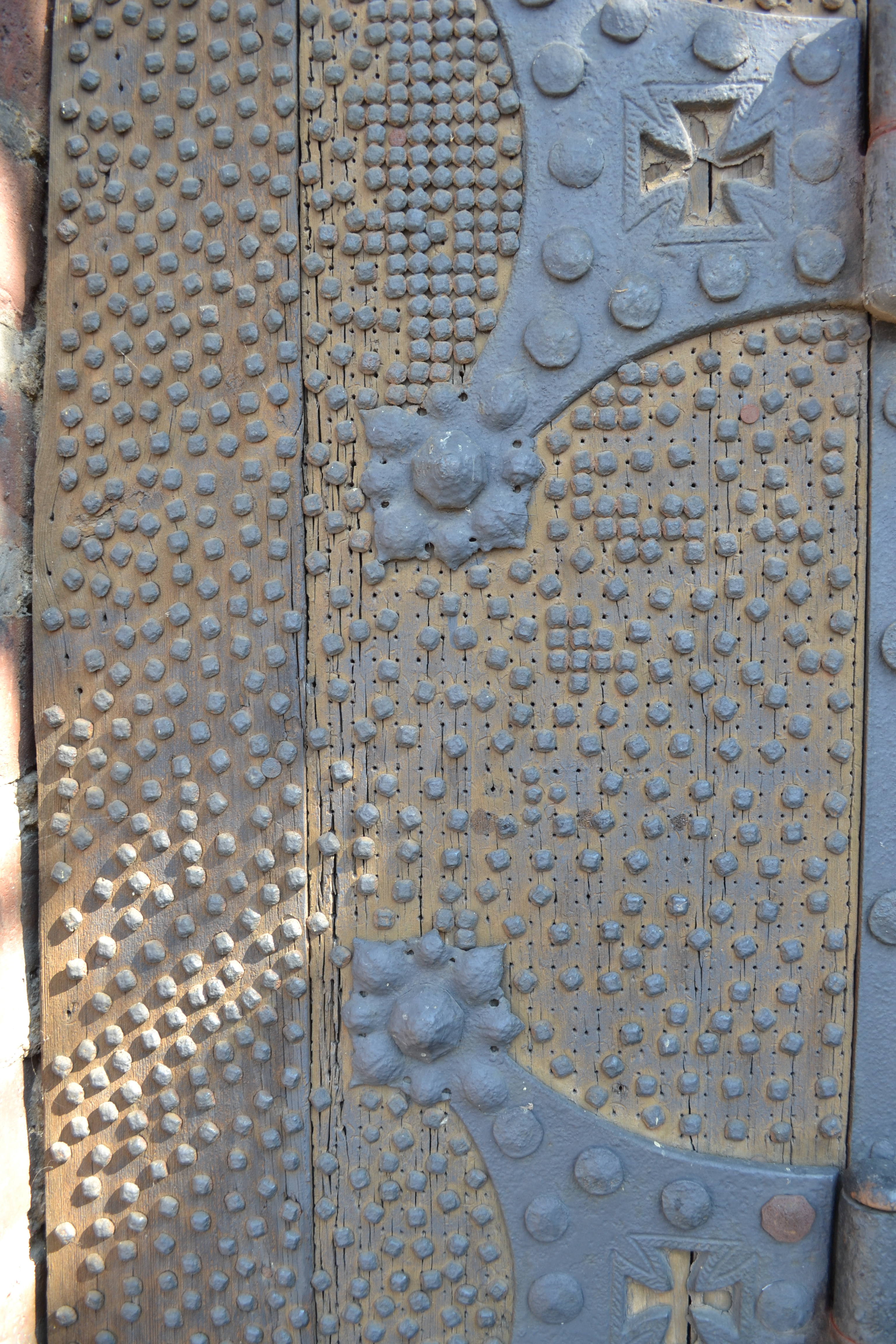
Ćwieki w drzwiach głównych
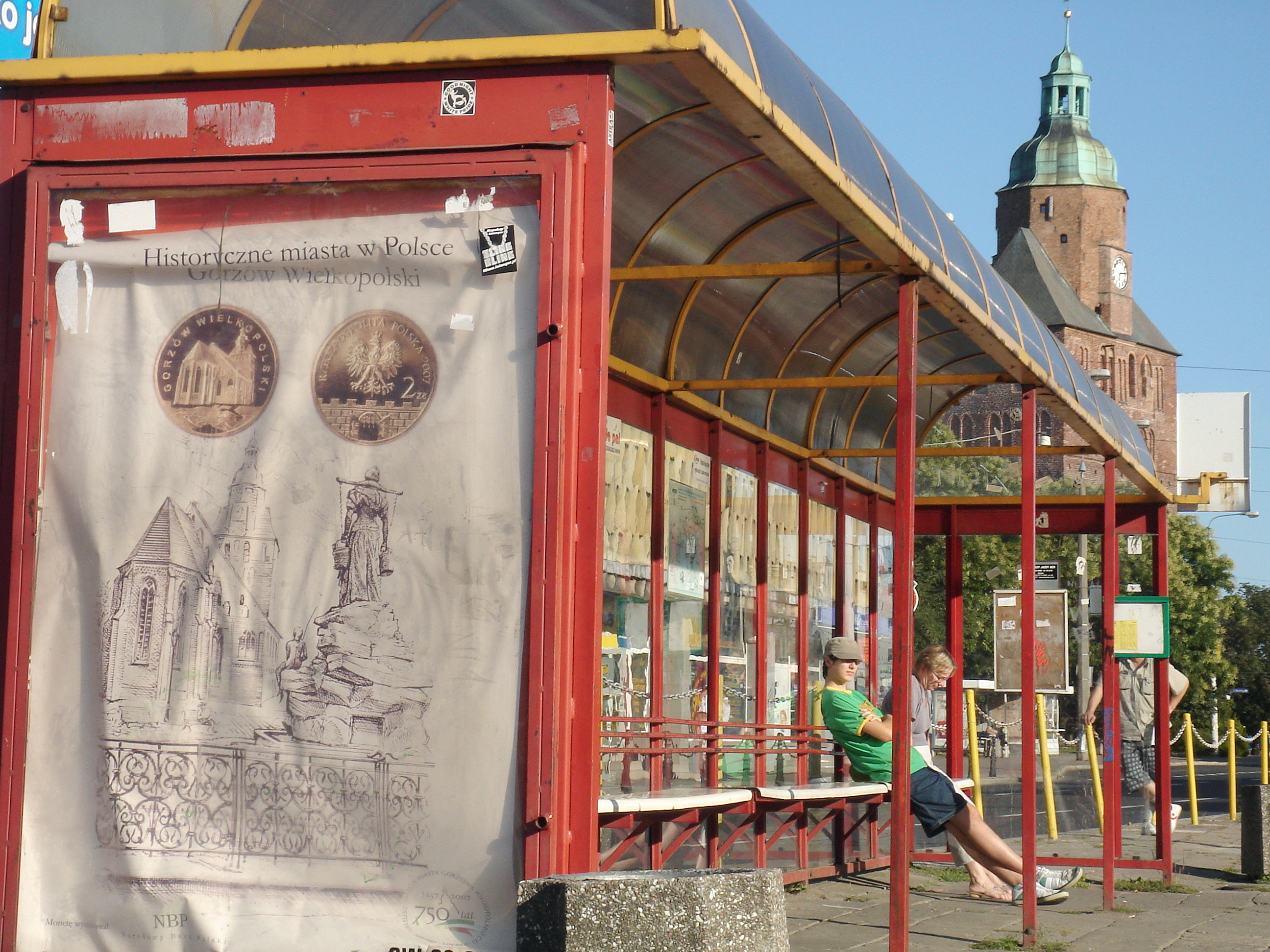
Plakat z wizerunkiem katedry (2007)
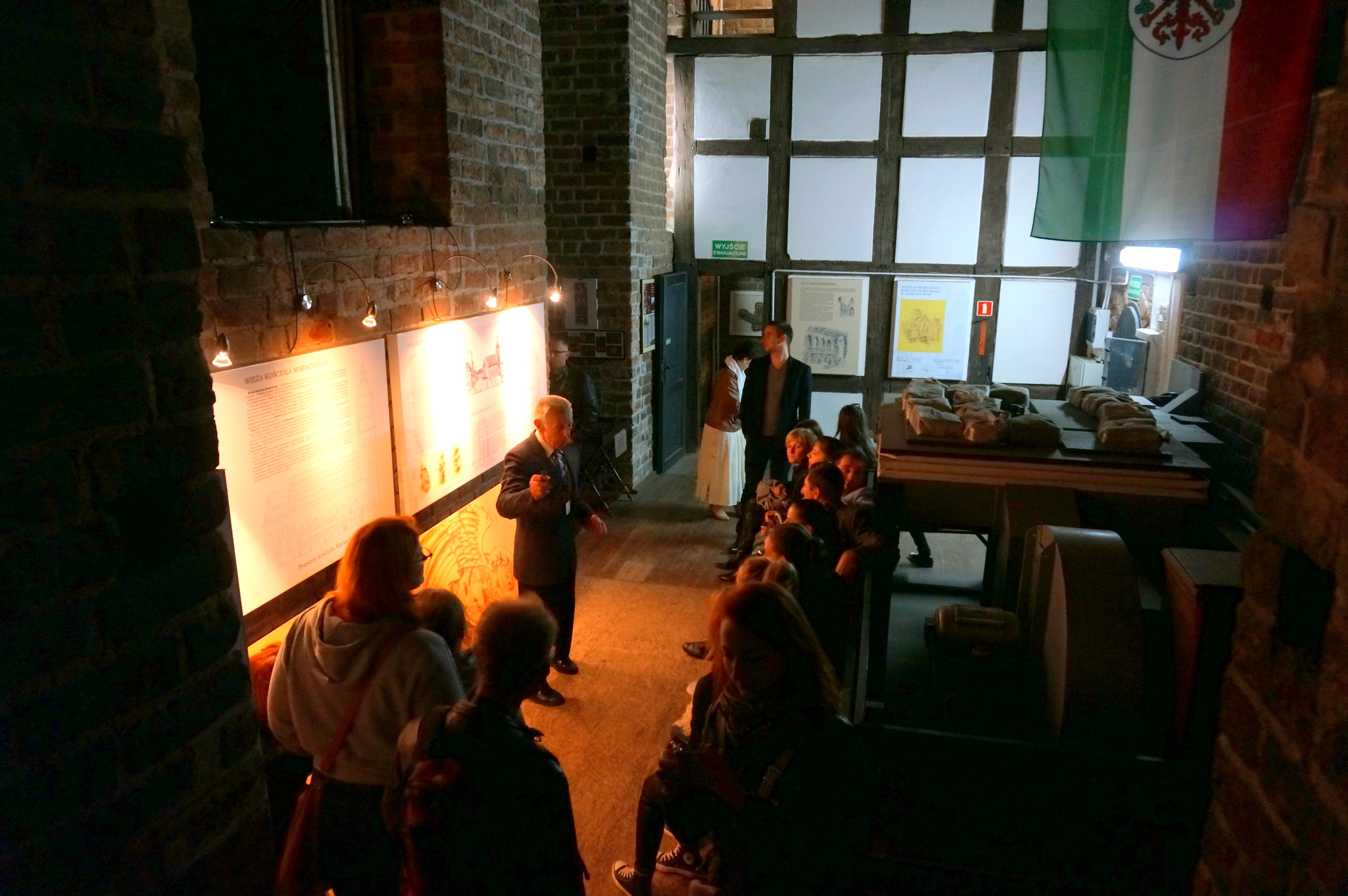
Turyści zwiedzają wieżę katedralną (2014)
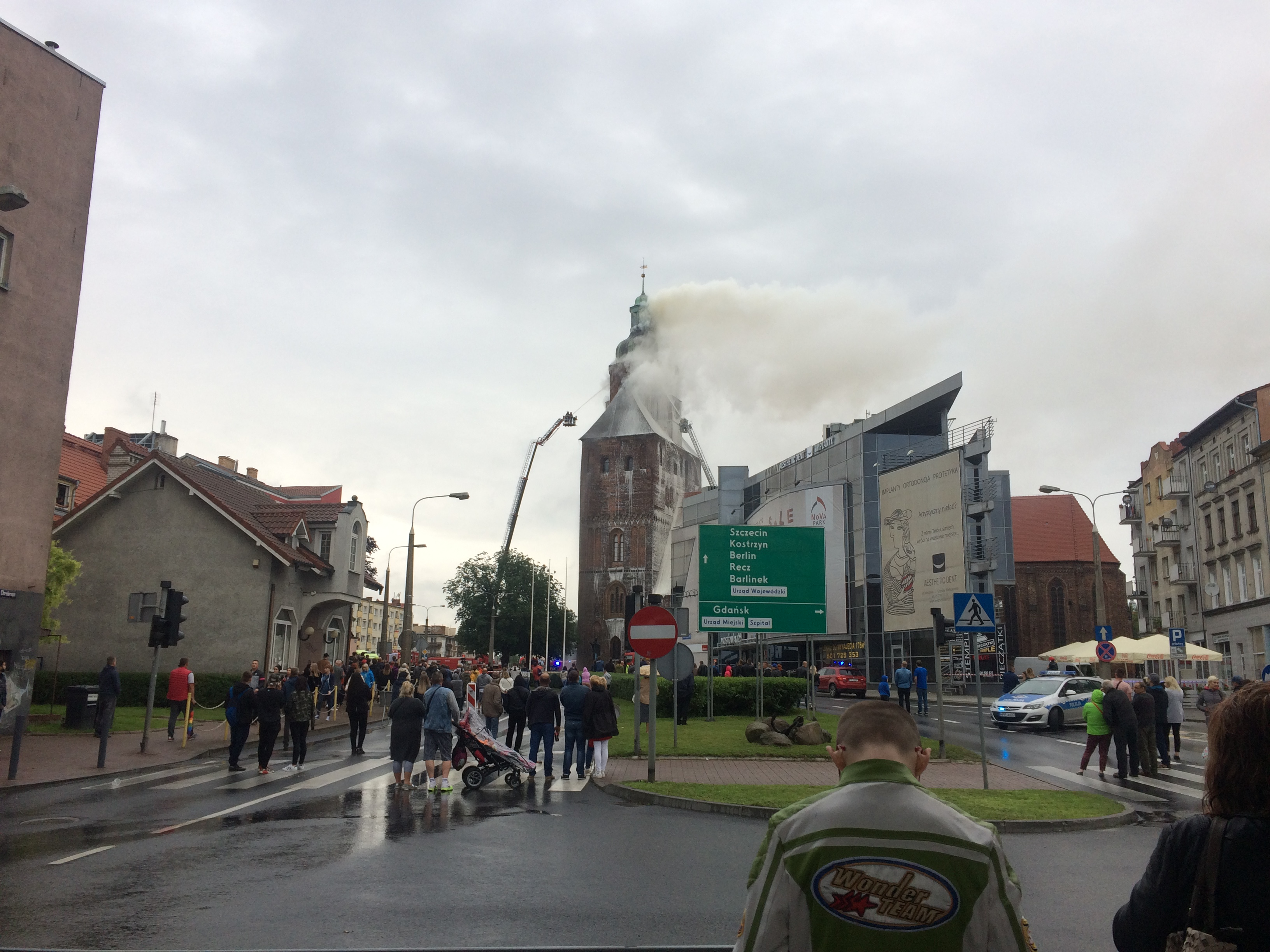
Pożar 1 lipca 2017
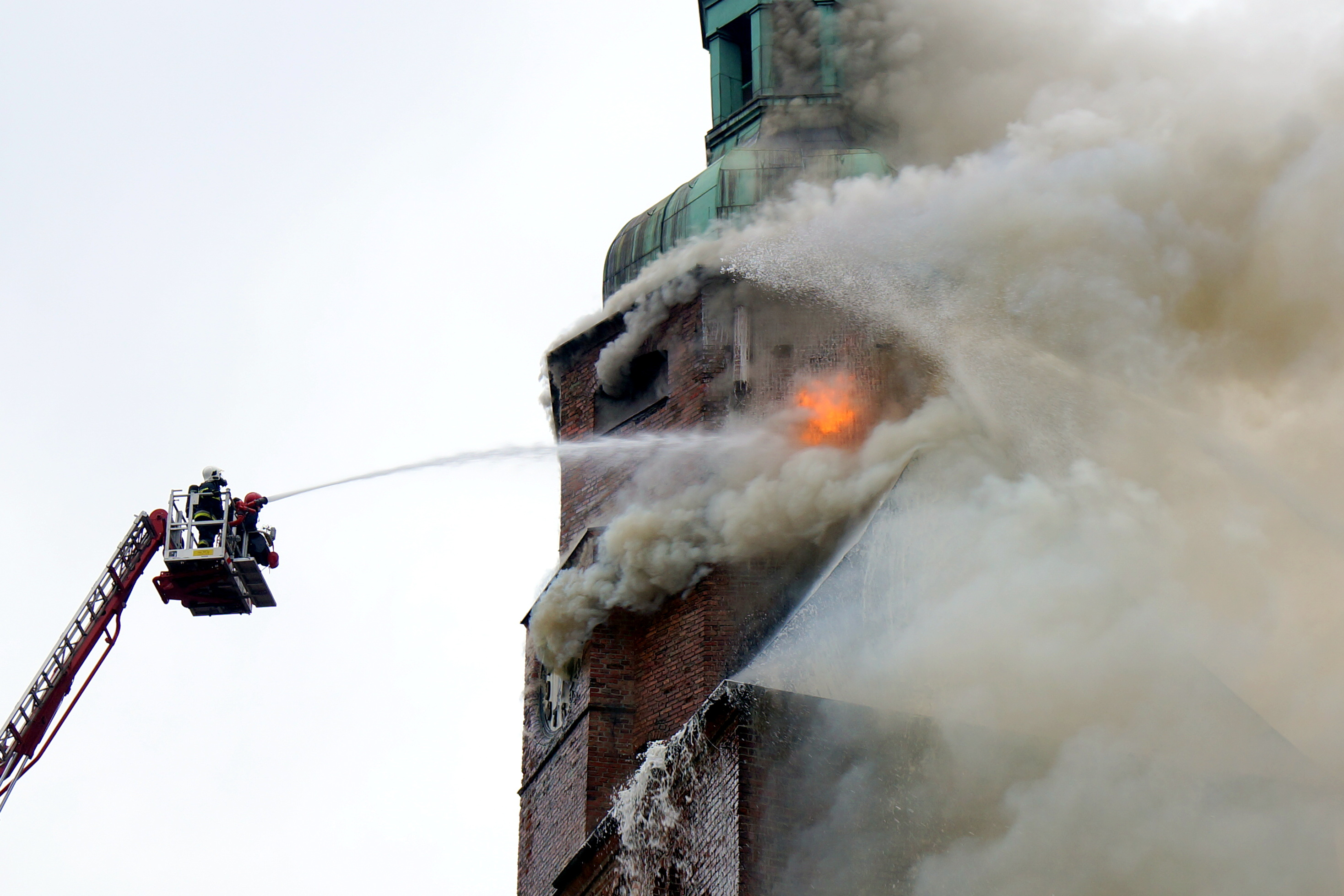
Ogień obejmujący górne kondygnacje wieży
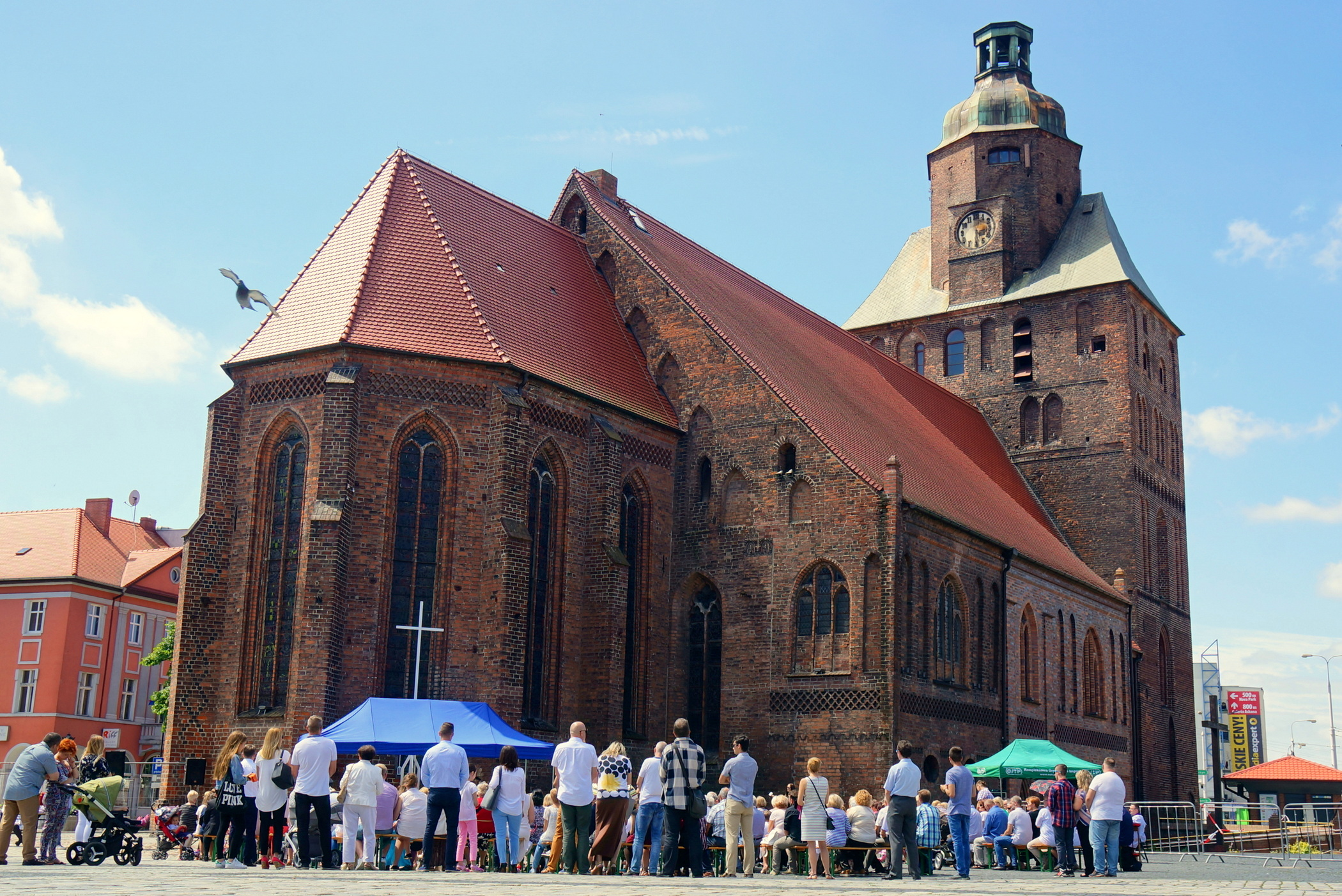
Niedzielna msza św. pod uszkodzoną w pożarze katedrą (8 lipca)
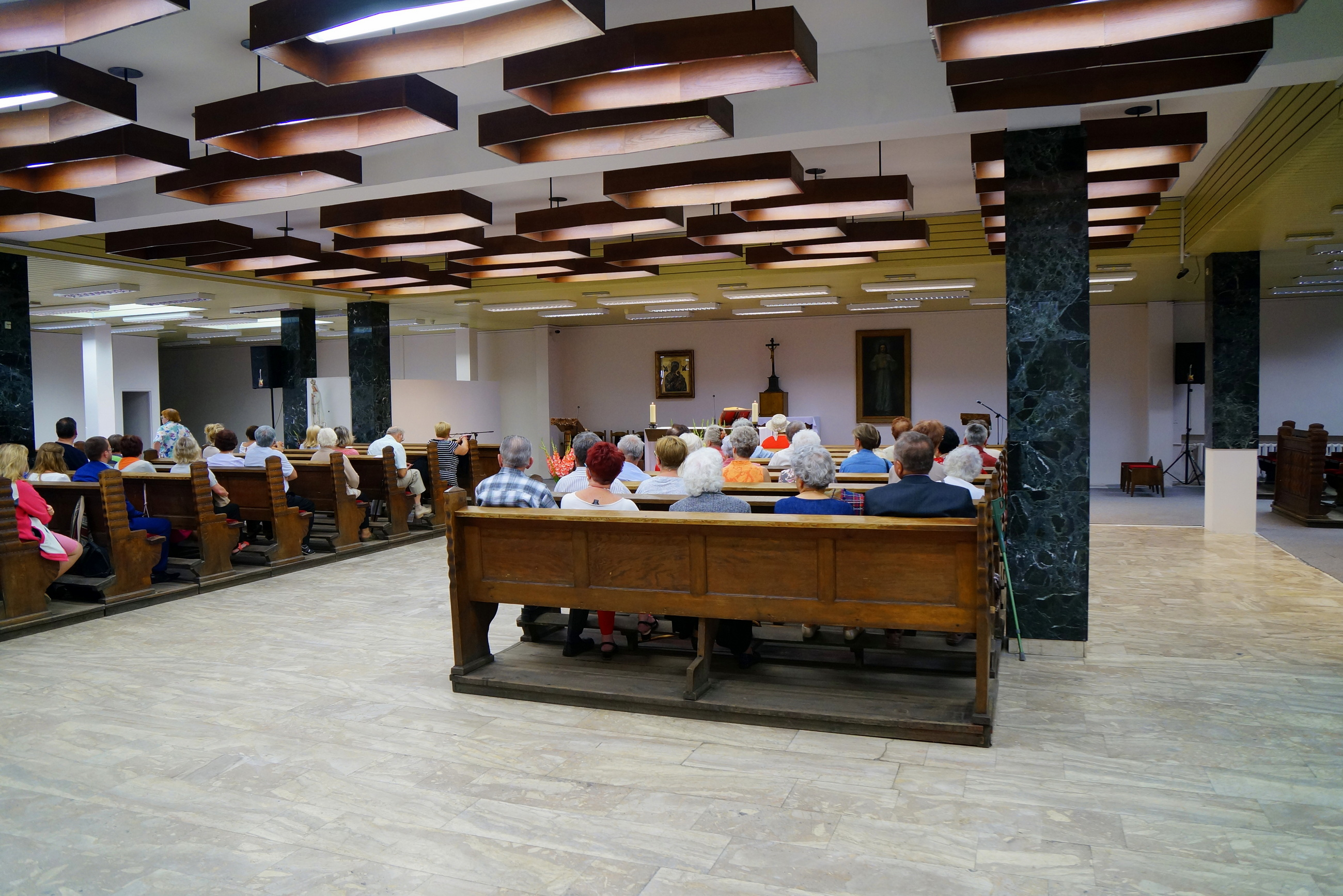
W latach 2017–2021 nabożeństwa odprawiano w sali obsługi byłego banku
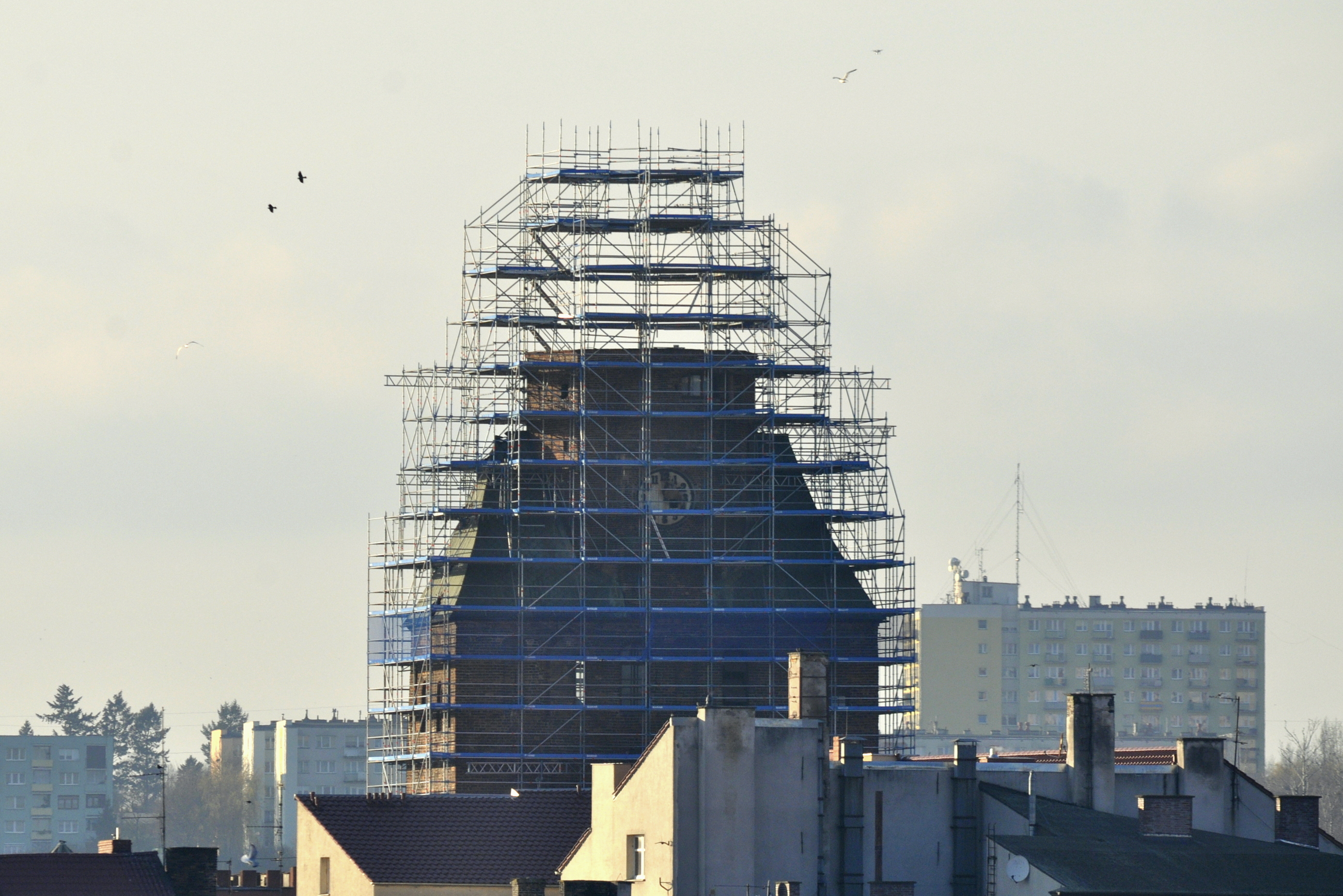
Po demontażu hełmu (2017)
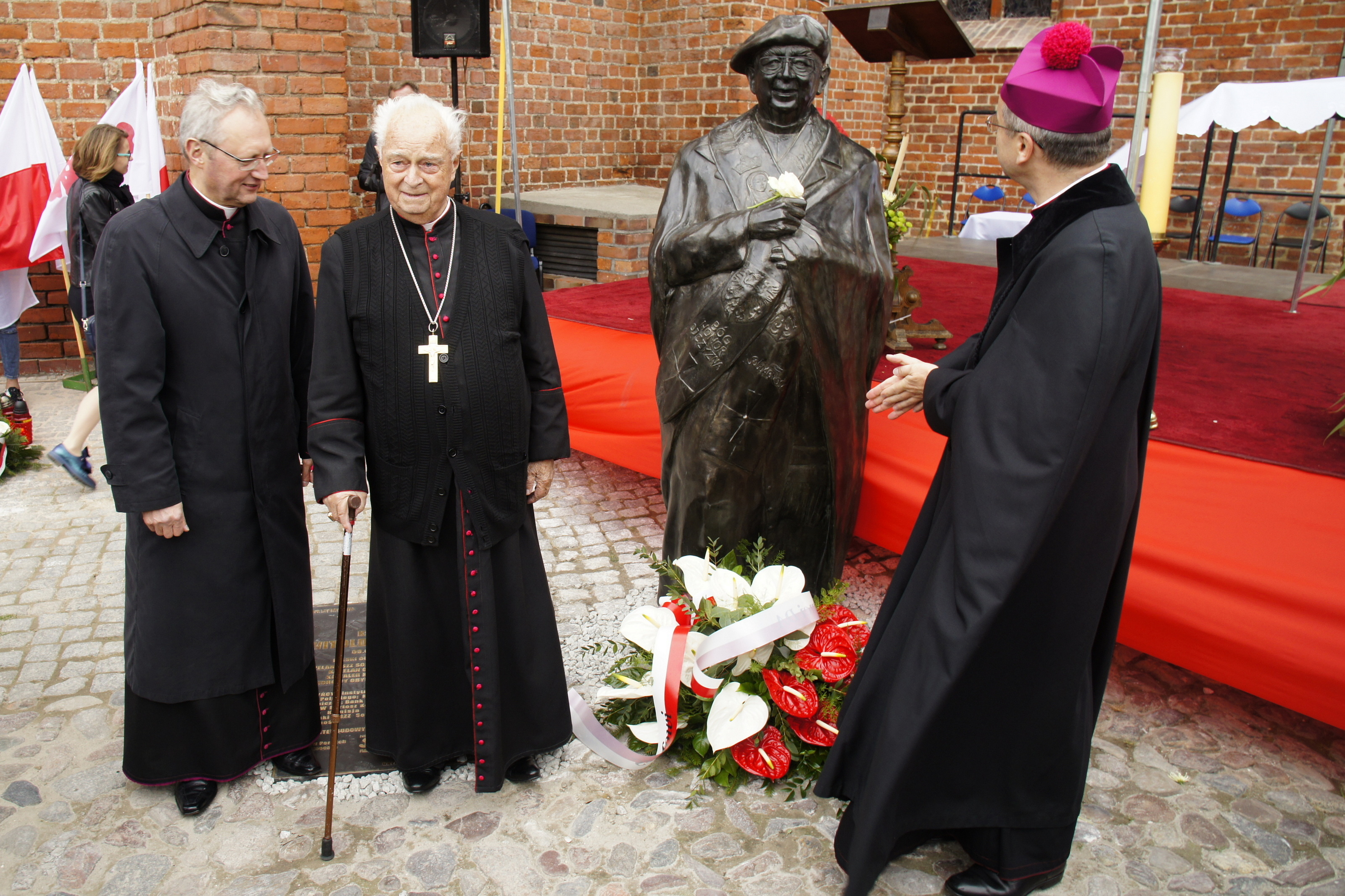
Odsłonięcie pomnika ks. Witolda Andrzejewskiego (2018)
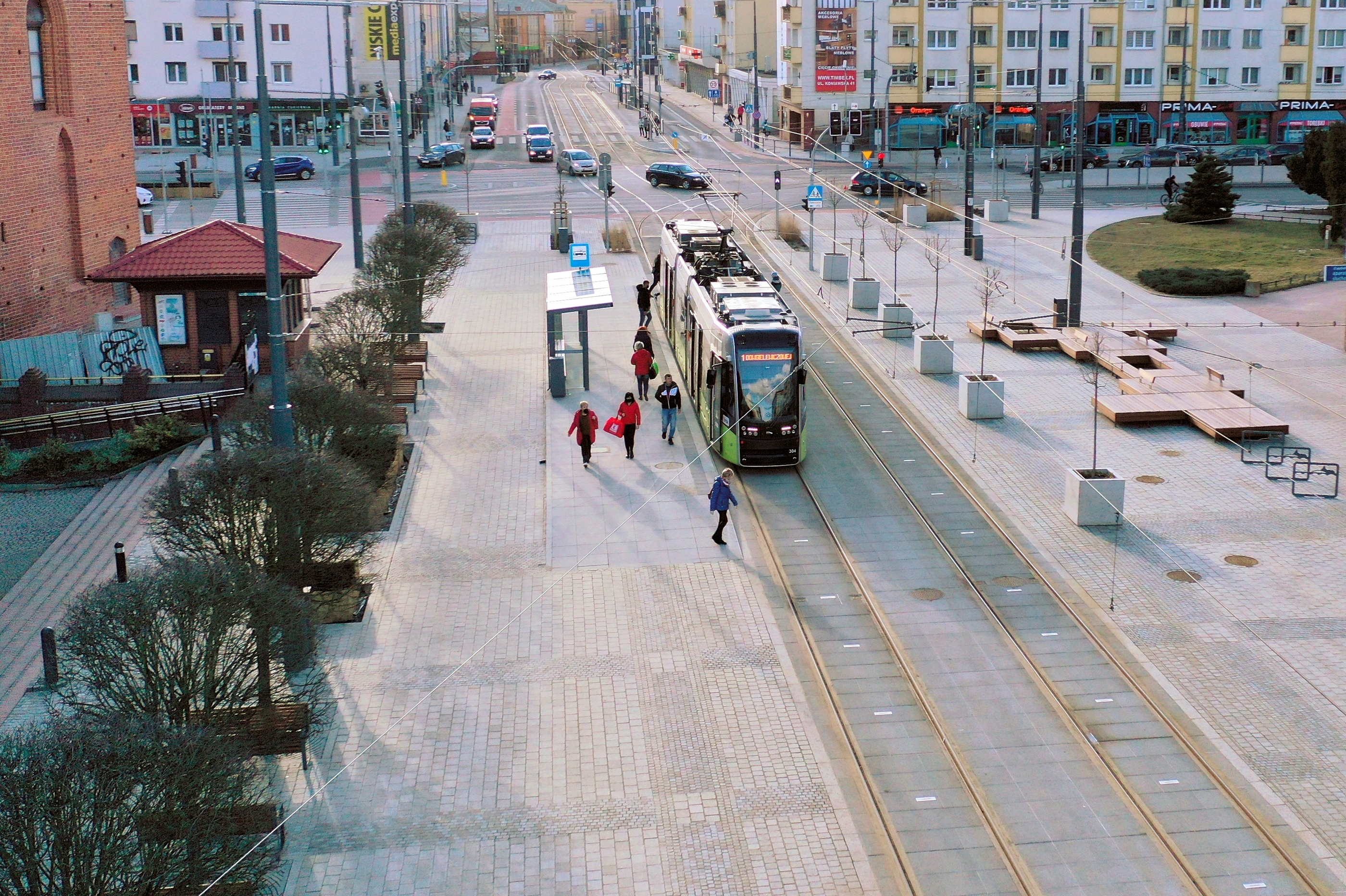
Przystanek tramwajowy „Katedra” (2021)